# 帯域遅延積
データ転送において、帯域遅延積（たいせきちえんせき、英: bandwidth-delay product）、または帯域幅遅延積（たいいきはばちえんせき）とは通信帯域とラウンドトリップタイム (RTT) の積である 。一定時間におけるネットワーク上のデータ量の最大値、すなわち送信済みであるものの肯定応答を受け取っていないデータ量と等しい。
帯域遅延積の大きなネットワークは、広帯域高遅延ネットワーク（long fat network, LFN。エレフェン (elephen) と読む）と呼ばれている。RFC 1072での定義として、105ビット（12500バイト）より非常に大きな帯域遅延積のネットワークがLFNであると考えられている。

## 参考
1. ↑  RFC 1072: Introduction
2. ↑  Understanding Bandwidth-Delay Product in Mobile Ad Hoc Networks